# Verdine White

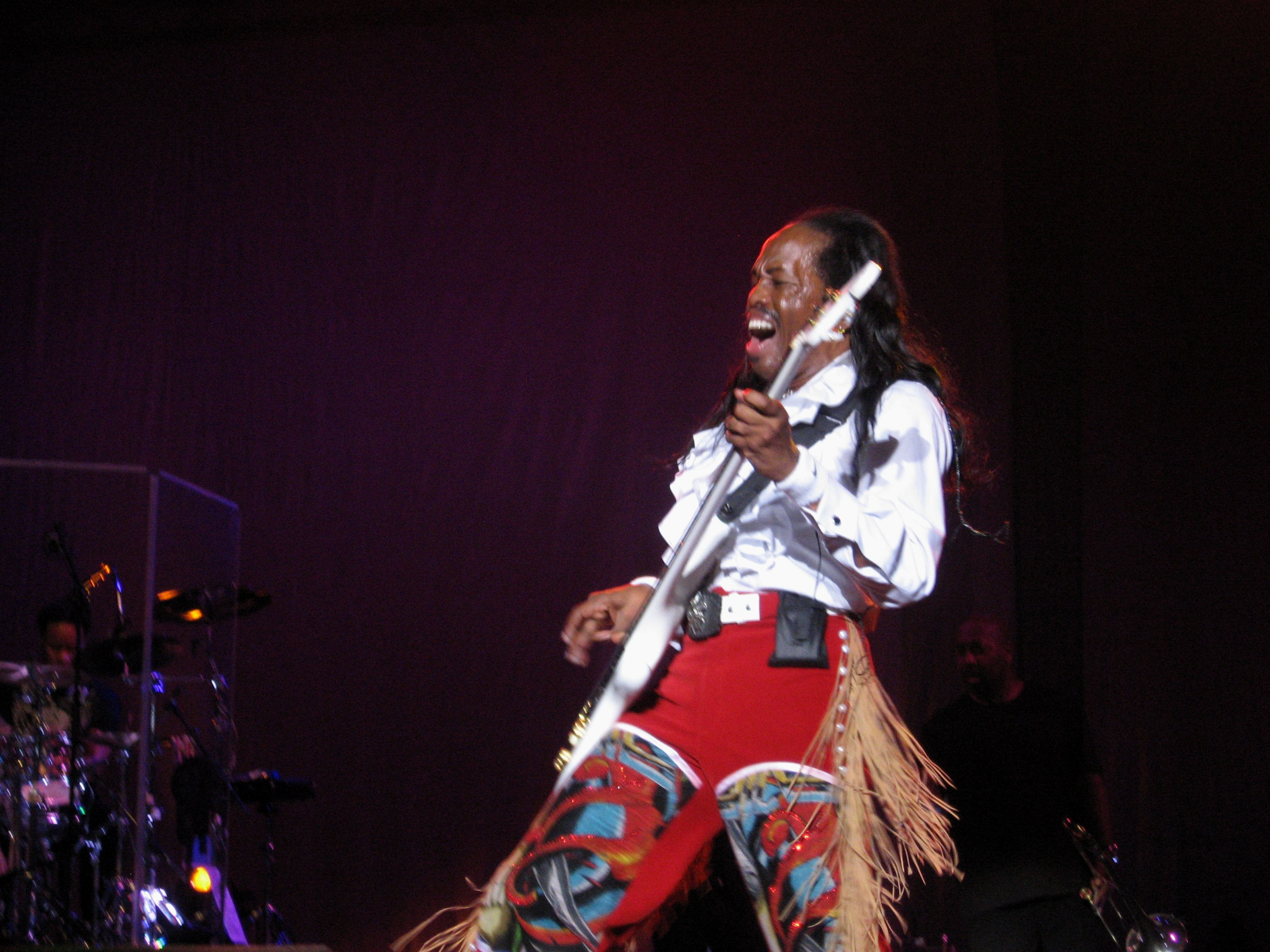
Verdine White tijdens een concert op 10 juli 2013 in de HMH Amsterdam

Verdine White (Chicago, 25 juli 1951) is een Amerikaans bassist. Hij is vooral bekend geworden als basgitarist van Earth, Wind & Fire.

## Biografie

### Jonge jaren
White werd geboren als zoon van Verdine Adams, een arts die in zijn vrije tijd saxofoon speelde; hij heeft een tweelingzus Geraldine en is een halfbroer van Earth, Wind & Fire-oprichter Maurice White (1941-2016). Zijn vader wilde dat hij arts werd, maar net als zijn broers Maurice en Fred hij koos voor een carrière in de muziek. Op zijn vijftiende begon hij contrabas te studeren bij Radi Velah van het Chicago Symphony Orchestra en na korte tijd nam hij tevens basgitaarles bij Louis Satterfield - die later als trombonist bij Earth Wind and Fire zou spelen in de begeleidingsgroep The Phenix Horns. 

### Earth, Wind & Fire
White verhuisde op 6 juni 1970 naar Los Angeles waar Maurice een band was begonnen, en speelt sindsdien basgitaar bij Earth Wind & Fire. Door zijn karakteristieke energieke en stuwende basspel draagt hij in belangrijke mate bij aan het geluid van de groep. In de jaren 90 stopte zijn broer Maurice wegens de ziekte van Parkinson met Earth, Wind & Fire is gestopt met optreden; sindsdien leidt White de groep samen met zanger Philip Bailey en percussionist Ralph Johnson.

### Samenwerking met andere artiesten
Naast zijn werk voor Earth, Wind & Fire is White actief als producer en basgitarist voor andere artiesten en groepen. Zo produceerde hij onder andere nummers voor Level 42's album Standing In The Light 1983 en speelde hij bijvoorbeeld basgitaar op de album This is me... then (2002) van Jennifer Lopez en Chicago XXXVI: Now (2014) van Chicago waarmee Earth, Wind & Fire regelmatig door Amerika toert.

## Persoonlijk leven
White is getrouwd met Shelly Clark, voormalig zangeres van The Ikettes en Honey Cone; ze hebben een zoon en een kleindochter.
White is gehuwd, heeft een zoon, en woont in Los Angeles.

## Video
- Rhythm Of The Earth (over de techniek van het basgitaarspelen)

## Boek
- Verdine White & Louis Satterfield Playing the Bass Guitar (1978) Columbia Pictures Pubns ISBN 0897050118